# Acapulco Shore (temporada 4)
La cuarta temporada de Acapulco Shore, un programa de televisión mexicano con sede en Acapulco, transmitido por MTV Latinoamérica. se filmó en febrero de 2017 en la Riviera Maya y comenzó a transmitirse el 11 de abril de ese mismo año. Concluyó tras 12 episodios en junio de 2017. Esta temporada fue grabada en La Riviera Maya. Alexya Larios, Christian Herrera, Víctor Ortiz, Gabriela Ruiz y Antonio Tiburcio fueron los elegidos en la miniserie Acapulco Shore: Nueva Generación. Tadeo Fernandez regresó después de aparecer por última vez en la temporada anterior.
Se estrenó el 22 de agosto de 2017 en MTV España.
Brenda Zambrano, Tania Gattas y Nicole Olin realizaron breves regresos durante la temporada. Esta fue la última temporada en presentar al miembro original del reparto Luis Méndez como principal hasta su regreso en la sexta temporada.

## Reparto
Principal:
A continuación los miembros de reparto y su descripción:
- Alexya Larios - Ya estoy  aquí, te quedan dos deseos.
- Antonio "Tony" Tiburcio - Me gustan las buchonas, me encantan las buchonas.
- Christian Herrera - ¡Si hay, pero no para todas!
- Danik Michell - En estas vacaciones nadie se viene a enamorar.
- Gabriela "Gaby" Ruiz - El que no se arriesga, se queda con las ganas.
- Karime Pindter - Este pedacito es tuyo, este pedacito es tuyo.
- Luis "Potro" Caballero - ¿Quien se va a montar al Potro?, Hiii.
- Luis "Jawy" Méndez - Ya llegó su super héroe cabrones.
- Manelyk "Mane" González - Odiosa, celosa, CUI-DA-DITO.
- Manuel Tadeo Fernandez - Sup, ¿Me extrañaron?.
- Víctor Ortiz - A este lobo ninguna se le escapa.

Recurrente:
A continuación los miembros del reparto no acreditados como principales:
- Brenda Zambrano.
- Nicole "Nikki" Olin.
- Tania Gattas.

### Duración del Reparto
| Nombre    | Temporada 4 | Temporada 4 | Temporada 4 | Temporada 4 | Temporada 4 | Temporada 4 | Temporada 4 | Temporada 4 | Temporada 4 | Temporada 4 | Temporada 4 | Temporada 4 |
| Nombre    | 1           | 2           | 3           | 4           | 5           | 6           | 7           | 8           | 9           | 10          | 11          | 12          |
| Alexya    |             |             |             |             |             |             |             |             |             |             |             |             |
| Christian |             |             |             |             |             |             |             |             |             |             |             |             |
| Danik     |             |             |             |             |             |             |             |             |             |             |             |             |
| Gaby      |             |             |             |             |             |             |             |             |             |             |             |             |
| Jawy      |             |             |             |             |             |             |             |             |             |             |             |             |
| Karime    |             |             |             |             |             |             |             |             |             |             |             |             |
| Mane      |             |             |             |             |             |             |             |             |             |             |             |             |
| Potro     |             |             |             |             |             |             |             |             |             |             |             |             |
| Tony      |             |             |             |             |             |             |             |             |             |             |             |             |
| Víctor    |             |             |             |             |             |             |             |             |             |             |             |             |
| Brenda    |             |             |             |             |             |             |             |             |             |             |             |             |
| Tadeo     |             |             |             |             |             |             |             |             |             |             |             |             |
| Tania     |             |             |             |             |             |             |             |             |             |             |             |             |
| Nikki     |             |             |             |             |             |             |             |             |             |             |             |             |
| --------- | ----------- | ----------- | ----------- | ----------- | ----------- | ----------- | ----------- | ----------- | ----------- | ----------- | ----------- | ----------- |

## Episodios
| N.º (total) | N.º (temp.) | Título                          | Estreno en Latinoamérica                                |
| ----------- | ----------- | ------------------------------- | ------------------------------------------------------- |
| 40          | 1           | «La Prueba de Amor Verdadero»   | 11 de abril de 2017 (TV) 13 de abril de 2017 (MTV Play) |
| 41          | 2           | «La Tía Brenda»                 | 18 de abril de 2017 (TV) 16 de abril de 2017 (MTV Play) |
| 42          | 3           | «La Reina is Back»              | 25 de abril de 2017 (TV) 23 de abril de 2017 (MTV Play) |
| 43          | 4           | «Víctor Caballero Errante»      | 2 de mayo de 2017 (TV) 30 de abril de 2017 (MTV Play)   |
| 44          | 5           | «Hágale pues»                   | 9 de mayo de 2017 (TV) 7 de mayo de 2017 (MTV Play)     |
| 45          | 6           | «Aguardiente Shore»             | 16 de mayo de 2017 (TV) 14 de mayo de 2017 (MTV Play)   |
| 46          | 7           | «Pinche Costal»                 | 23 de mayo de 2017 (TV) 21 de mayo de 2017 (MTV Play)   |
| 47          | 8           | «El tratado»                    | 30 de mayo de 2017 (TV) 28 de mayo de 2017 (MTV Play)   |
| 48          | 9           | «Antonio se va»                 | 6 de junio de 2017 (TV) 4 de junio de 2017 (MTV Play)   |
| 49          | 10          | «Las Cartas»                    | 13 de junio de 2017 (TV) 11 de junio de 2017 (MTV Play) |
| 50          | 11          | «Banquetazo Caguamero»          | 20 de junio de 2017 (TV) 18 de junio de 2017 (MTV Play) |
| 51          | 12          | «Lo que dejó y lo que me llevó» | 27 de junio de 2017 (TV) 25 de junio de 2017 (MTV Play) |